# Auberge du Coq-Hardi
L'ancienne auberge du Coq-Hardi est un édifice situé à Blangy-le-Château, en France.

## Localisation
Le monument est situé dans le département français du Calvados, à Blangy-le-Château.

## Historique
L'édifice est daté du XVIe siècle et c'est l'un des plus anciens de la commune. Ancien relais de poste, le lieu a été également réputé au début du XXe siècle pour les agriculteurs de la région. L'édifice a abrité une auberge de la Révolution française à 1936.
Les façades et la toiture de l'édifice sont inscrits au titre des Monuments historiques depuis le 28 décembre 1928.

## Architecture
L'édifice est construit en style normand, en colombages avec torchis et chaux.
La sablière porte une mouluration typique du siècle de la construction de l'édifice.